# Charles Lapierre
Pour les articles homonymes, voir Lapierre.
Charles-Géraud Lapierre, né à Lherm le 27 septembre 1868 et mort à Bourg-la-Reine le 16 février 1944, est un peintre, dessinateur et illustrateur français.

## Biographie
Fils de Bertrande Dominiquette Idrac et Jean Lapierre, Charles Géraud Lapierre diplômé de l'école des beaux-arts de Toulouse, élève de Jean-Paul Laurens et Fernand Cormon, expose d'abord des peintures au salon de l'Union artistique de Toulouse de 1886 à 1888, année où il obtient le prix Suau.
Il commence à cosigner « Lamarais-Pierre », avant 1898, des caricatures, avec Maurice Marais. Il expose au Salon des Cent, dont il compose l'affiche en 1894. On lui connaît quelques autres affiches publicitaires dans le style Art nouveau, dont Scala Émilienne de Sère tous les soirs (v. 1900). Il expose au Salon des artistes français de 1894, 1895, et 1896, des scènes de genre et des portraits de parisiennes. 
Les journaux où paraissent ses dessins sont Beautés parisiennes (1891), Fin de siècle (1891-1895), La Chronique amusante (1892-1909), L'Illustré de poche (1896-1898), Le Frou-frou, Jean-qui-rit... Ses dessins sont parfois jugés assez lestes, au point qu'il est plusieurs fois poursuivi, entre 1891 et 1900 pour « outrage aux bonne mœurs ».

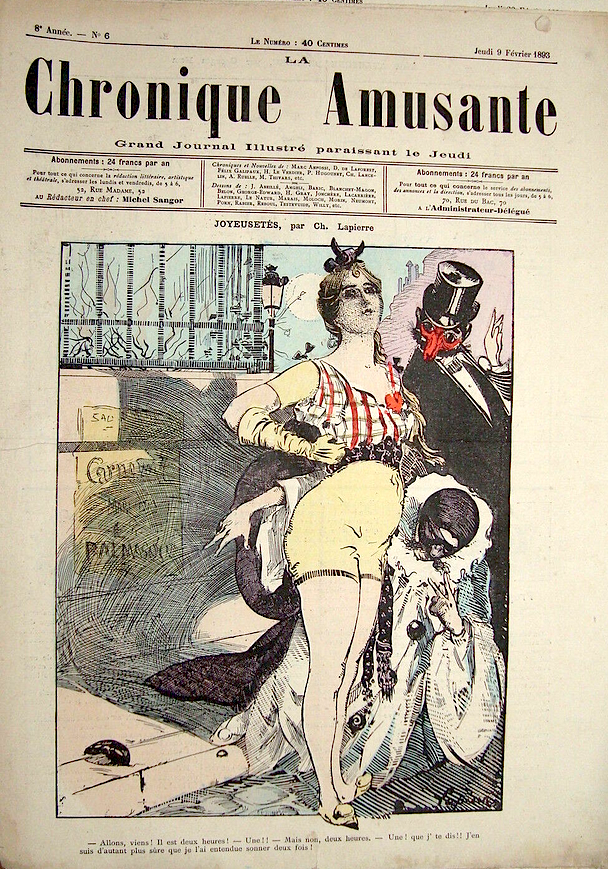
Une de La Chronique amusante, 9 février 1893.

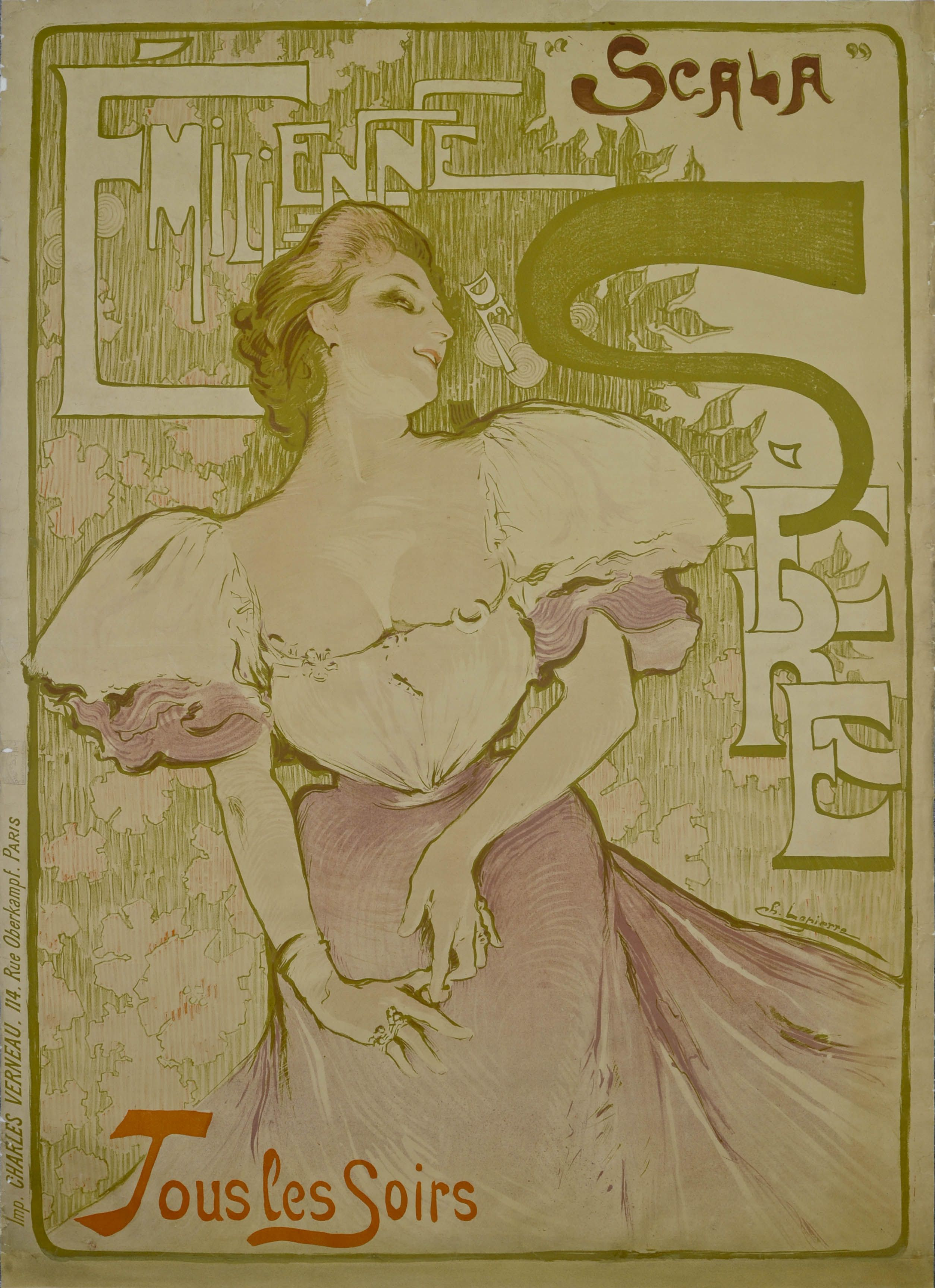
Scala Émilienne de Sère tous les soirs, affiche lithographiée, vers 1900.

On trouve son travail d'illustrateur de couvertures d'ouvrages pour des collections de romans populaires, comme « Le roman d'aventures » (Albert Méricant) dans les années 1900-1910.
Il épouse le 16 février 1895, à Bourg-la-Reine, Henriette Adèle Désirée Wilhem (1867-1923).
En 1924, il hérite du domaine de son épouse à Courtalain-Saint-Pellerin (Eure-et-Loir).
On possède de lui une correspondance illustrée avec son ami Achille Nougairède, artiste peintre à Paris.

## Ouvrages illustrés
- B. Marcel, Les sept péchés capitaux. La Gourmandise, E. Bernard et Cie, 1902.
- Paul d'Ivoi, couvertures de la série « Le roman d'aventures », Albert Méricant, 1907-19...
- Bergeronnette, partition d'opérette illustrée de Albert Armand et Henri Bachmann, Librairie Lecène et Oudin, 1910.
- Victorien Du Saussay, Peau de satin, Les beaux et bons romans d'amour, 1911.
- Victorien Du Saussay, Les m'as-tu-vu de l'amour. Roman de vie parisienne, Librairie des romans inédits, 1912.
- Gaston Arman de Caillavet et Robert de Flers, L'Éventail ; Le Cœur a ses raisons..., coll. Modern-Theatre n° 58, illustré avec William Adolphe Lambrecht, A. Fayard, [1926].